# Thời hoa đỏ
Thời hoa đỏ là bài thơ của nhà thơ Thanh Tùng sáng tác vào năm 1972, về mối tình với người vợ đầu tiên của ông. Bài thơ đã được nhạc sĩ Nguyễn Đình Bảng phổ nhạc thành bài hát cùng tên. Năm 1993, bài hát này được giải thưởng Nguyễn Bỉnh Khiêm và năm 1995 được giải thưởng của Hội Âm nhạc Việt Nam.

## Hoàn cảnh
Bài thơ Thời Hoa Đỏ được Nhà thơ Thanh Tùng viết vào khoảng năm 1972 để kỷ niệm mối tình với người vợ đầu của ông ở Hải Phòng. Có nhiều thông tin ông viết bài thơ sau khi hai người đã chia tay vànỗi bi thương về cuộc tình đã trở thành nguồn cảm hứng cho bài thơ Thời hoa đỏ ra đời. Tuy nhiên, theo thông tin từ chính con gái của tác giả, chị Doãn Thị Hoàng Lan Hương, bài thơ được sáng tác vào năm 1972 (một năm trước khi chị ra đời) khi hai người vẫn còn là vợ chồng. Ông bà chia tay nhau sau đó 15 năm:
| “ | Vì không biết lịch sử mối tình của bố mẹ tôi, nên đoạn thơ "Trong câu thơ của em/Anh không có mặt/Câu thơ hát về một thời yêu đương tha thiết/Anh đâu buồn mà chỉ tiếc/Em không đi hết những ngày đắm say" thường bị hiểu lầm. Ai cũng nghĩ mẹ tôi bỏ bố tôi, bố tôi không được mẹ tôi yêu, bố chỉ là người đi bên cạnh cuộc đời mẹ tôi. Nhưng thật ra, đó là một ý cực đẹp trong bài thơ: Sự cao thượng trong tình yêu. Bài thơ ra đời năm 1972. Năm 1973, tôi được sinh ra. 15 năm sau, bố mẹ tôi mới chia tay. | ” |

Trong lời bài hát chỉ nói chung chung là hoa đỏ, nhưng, ở đất Hải Phòng của Thanh Tùng, thành phố Hoa Phượng Đỏ thì ta ngầm hiểu đây là nói về hoa phượng vĩ.

## Phổ nhạc
Được Nguyễn Đình Bảng phổ nhạc năm 1989, sau khi đọc "99 bài thơ tình" trong một chuyến đi Nga dự trại viết.

## Lược trích

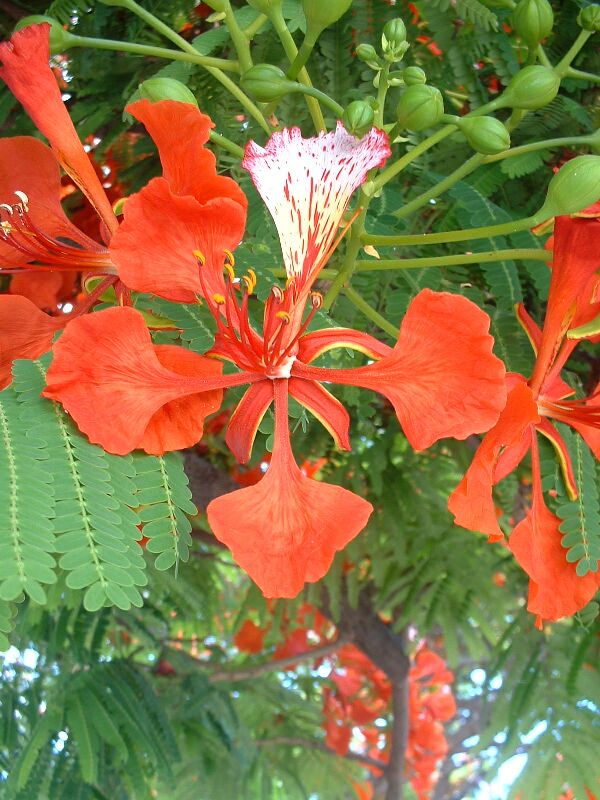
Hoa phượng vĩ

| “ | Dưới màu hoa như lửa cháy khát khao Anh nắm tay em bước dọc con đường vắng Chỉ có tiếng ve sôi chẳng cho trưa hè yên tĩnh Chẳng chịu cho lòng ta yên Anh mải mê về một màu mây xa Về cánh buồm bay qua ô cửa nhỏ Về cái vẻ thần kỳ của ngày xưa Em hát một câu thơ cũ Cái say mê một thời thiếu nữ Mỗi mùa hoa đỏ về Hoa như mưa rơi rơi Cánh mỏng manh tan tác đỏ tươi Như máu ứa một thời trai trẻ ... Hoa cứ rơi ồn ào như tuổi trẻ Không cho ai có thể lạnh tanh Hoa đặt vào lòng chúng ta một vệt đỏ Như vết xước của trái tim Sau bài hát rồi em lặng im Cái lặng im rực màu hoa đỏ Anh biết mình vô nghĩa đi bên em Sau bài hát rồi em như thể Em của thời hoa đỏ ngày xưa Sau bài hát rồi anh cũng thế Anh của thời trai trẻ ngày xưa. | ” |

## Chú dẫn
1. 1 2  "Chuyện đời thường của tác giả 'Thời hoa đỏ'". Báo điện tử Tiền Phong. ngày 17 tháng 11 năm 2019. Truy cập ngày 24 tháng 3 năm 2025.
2. ↑  Thời hoa đỏ như máu ứa Trần Hoàng Nhân, BÁO ĐIỆN TỬ THỂ THAO & VĂN HÓA Thứ Bảy, 21/06/2008 08:27 GMT+7